# Ben Jansen
Ben Jansen (Veldhoven, 20 maart 1955 – Arnhem, 11 september 1994) was een Nederlandse stripauteur en illustrator. 
Na zijn opleiding aan de academie voor beeldende kunst te Arnhem opende Jansen een stripboekenhandel in dezelfde plaats. Achter in de winkel werkte hij aan zijn eigen stripverhalen. Deze werden onder meer gepubliceerd in de tijdschriften De Gekleurde Omelet, Tante Leny Presenteert en Talent. Begin jaren tachtig was Ben Jansen, samen met Hanco Kolk, Aloys Oosterwijk, Evert Geradts en Rene Meulenbroek een van de initiatiefnemers van het striptekencollectief Studio Arnhem. In deze periode tekende Jansen voor bladen als De Vrije Balloen en Wordt Vervolgd. Ook was hij de vaste illustrator van het ANWB magazine de Kampioen. Na het uiteenvallen van de oorspronkelijke Studio Arnhem ging hij met een tweede groep stripmakers verder onder dezelfde naam. Ben Jansen maakte ook diverse stripparodieën. Hij overleed in 1994, op 39-jarige leeftijd. Jansen werd begraven op Begraafplaats Heiderust in Rheden.